# Stan Cross
Pour les articles homonymes, voir Cross.
George Stanley Cross, dit Stan Cross (1888-1977) est un dessinateur de presse et auteur de bande dessinée australien, connu pour avoir créé les comic strips The Potts (en) en 1920 et Wally and the Major en 1940, deux des séries les plus populaires d'Australie en leur temps.
Membre fondateur en 1924 de la Société des artistes du noir et blanc australiens (anglais : Society of Australian Black and White Artists), devenue par la suite l'Association des dessinateurs australiens (anglais : Australian Cartoonists' Association), il a donné son prénom aux prix Stanley (en), diverses récompenses que l'ACA décerne chaque année depuis 1985.